# Tongo (Ghana)
Tongo – miasto i stolica dystryktu Talensi-Nabdam, w rejonie Północno-Wschodnim w Ghanie. Znane ze swoich pięknych krajobrazów, Świątyni Tengzug, festiwali i dożynek.